# Hampton '81
Hampton '81 är en dubbel live-DVD av The Rolling Stones som spelades in i slutet av Tattoo you America turnén samma dag som Keith Richards födelsedag, 18 december 1981 i Hampton, Virginia, USA.

## Låtlista

### DVD 1
1. Take The “A” Train (Intro)
2. Under My Thumb
3. When The Whip Comes Down
4. Let’s Spend The Night Together
5. Shattered
6. Neighbours
7. Black Limousine
8. Just My Imagination
9. Twenty Flight Rock
10. Going To A Go Go
11. Let Me Go
12. Time Is On My Side
13. Beast Of Burden

### DVD 2
1. Waiting On A Friend
2. Let It Bleed
3. You Can’t Always Get What You Want
4. Band presentatiom,Happy Birthday Keith
5. Little T & A (Keith sjunger)
6. Tumbling Dice
7. She’s So Cold
8. Hang Fire
9. Miss You
10. Honky Tonk Women
11. Brown Sugar
12. Start Me Up
13. Jumping Jack Flash
14. Satisfaction
15. Star-Spangled Banner Hail Hail Rock ‘N’ Roll